# Toute la nuit ensemble
Toute la nuit ensemble était une émission de télévision française présentée par Frédéric Benudis et Miruna Coca-Cozma et diffusée du 13 mai au 16 décembre 2005 sur France 5.

## Principe de l'émission
Diffusée dans la nuit de vendredi à samedi de 23h à 6h du matin et en direct, Frédéric Benudis et Miruna Coca-Cozma animent toute la nuit durant ces 7 heures, avec sur le plateau un entretien avec une personnalité, des artistes venant pour faire du live, une séquence intime, et la diffusion d'un documentaire. Les téléspectateurs sont également invités à réagir par téléphone, internet ou SMS pour poser des questions. 